# سلمة بن ثابت
سلمة بن ثابت بن وقش الأشهلي الأوسي الأنصاري صحابي جليل من بني عبد الأشهل من الأوس شهد مع النبي محمد ﷺ غزوة بدر وغزوة أحد وقُتَل فيها شهيداً قال ابن عبد البر: «سلمة بن ثابت بن وقش الأنصاري الأشهلي شهد بدراً، وقتل يوم أحد شهيداً هو وأخوه عمرو بن ثابت». وقال ابن إسحاق: «قتل سلمة بن ثابت يوم أحد، قتله أبو سفيان بن حرب». وقال ابن سعد: «سلمة بن ثابت الأنصاري وأمه ليلى بنت اليمان وهي أخت حذيفة بن اليمان، وشهد سلمة بدراً وشهد يوم أحد فقتل يومئذ شهيداً، وقتل معه يوم أحد أبوه ثابت بن وقش وعمه رفاعة بن وقش شهيدين مع رسول الله صل الله عليه وسلم وليس لسلمة عقب».